# 莱普朗 (埃罗省)
莱普朗（法語：Les Plans，法語發音：[le plɑ̃]）是法国埃罗省的一个市镇，属于洛代沃区。

## 地理
莱普朗（43°45'12"N, 3°16'34"E）面积18.12 平方千米，位于法国奧克西塔尼大區埃罗省，该省份为法国南部沿海省份，南濒地中海，西南接奥德省，西北接塔恩省和阿韦龙省，东北与加尔省接壤。
与莱普朗接壤的市镇（或旧市镇、城区）包括：容塞尔、洛鲁、洛代沃、罗克勒东德。

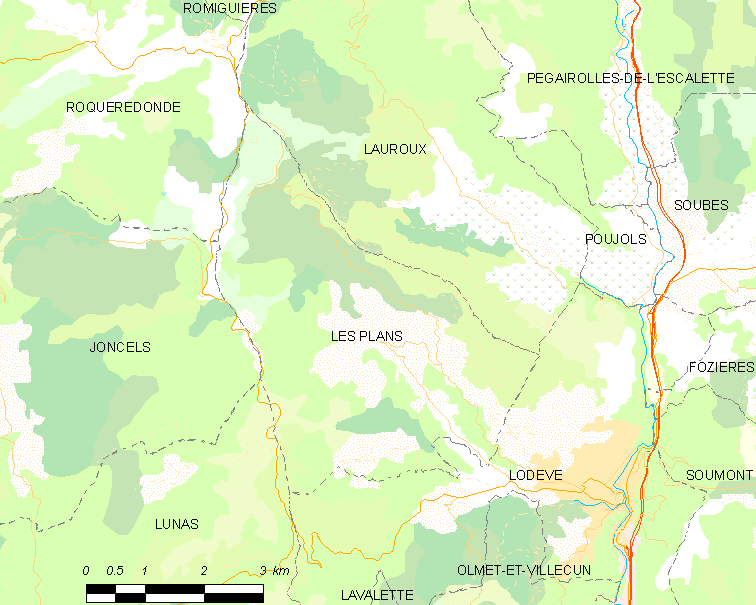
的OSM定位图

莱普朗的时区为UTC+01:00、UTC+02:00（夏令时）。

## 行政
莱普朗的邮政编码为34700，INSEE市镇编码为34205。

## 政治
莱普朗所属的省级选区为洛代沃县。

## 人口

1962-2008年间人口变化图示

莱普朗于2022年1月1日时的人口数量为317人。